# Batalla de Yaguachi
La Batalla de Yaguachi o Batalla de Cone fue un enfrentamiento ocurrido el 19 de agosto de 1821 entre tropas independentistas guayaquileñas de la División Protectora de Quito y refuerzos grancolombianos, en una acción militar liderada por Antonio José de Sucre contra las tropas realistas lideradas por el coronel Francisco González. Sucre vence a los españoles. Sucedió cerca en la zona de Yaguachi, actual provincia de Guayas en Ecuador, y aseguró la independencia definitiva de la Provincia Libre de Guayaquil.

## Desarrollo de la Batalla
Al descubrir las intenciones realistas, Sucre preparó un plan de guerra y el 19 de agosto envió al Gral. Mires para que enfrente y detenga al ejército español en las estribaciones de la cordillera; pero “…los realistas habían apresurado tanto su marcha, que Mires los halló a poca distancia de Yaguachi en un bosque, cuyo camino estrecho sólo permitía la marcha de cuatro hombres de frente. Mires creyó debía rechazar la columna española hasta situarse en la posición que se le había prevenido. Empeñó, pues, el combate á las once de la mañana” (José Manuel Restrepo.- Historia de la Revolución de la República de Colombia).
Poniéndose a la cabeza del batallón de guayaquileños segundo de Libertadores, y del Santander, de los auxiliares de Colombia, Mires dio tan rápidas y certeras descargas, que obligó al enemigo a replegarse para intentar reorganizarse. Todos los esfuerzos que los realistas hicieron para sostener las embestidas de Mires fueron inútiles, pues los batallones patriotas lucharon con verdadero valor y heroísmo obligando a los españoles -que también defendían sus posiciones con extremado valor-, a retroceder lentamente. Finalmente los realistas no pudieron resistir y fueron derrotados.

Antonio José de Sucre luchó en la Independencia de Quito.

## Consecuencias
El coronel González pudo escapar sólo con ciento veinte efectivos, dejando en el campo de batalla 400 hombres entre muertos y heridos, más de 500 prisioneros y gran cantidad de armamento, municiones y vituallas de guerra, que fueron aprovechadas por el ejército independentista. Entre los patriotas apenas hubo 20 muertos y veinticinco heridos.